# 鳥の小スケッチ
『鳥の小スケッチ』（とりのしょうスケッチ、フランス語: Petites esquisses d'oiseaux）は、オリヴィエ・メシアンが1985年に作曲したピアノ曲。6曲から構成される小曲集で、演奏時間は全曲で15分ほど。

## 概要

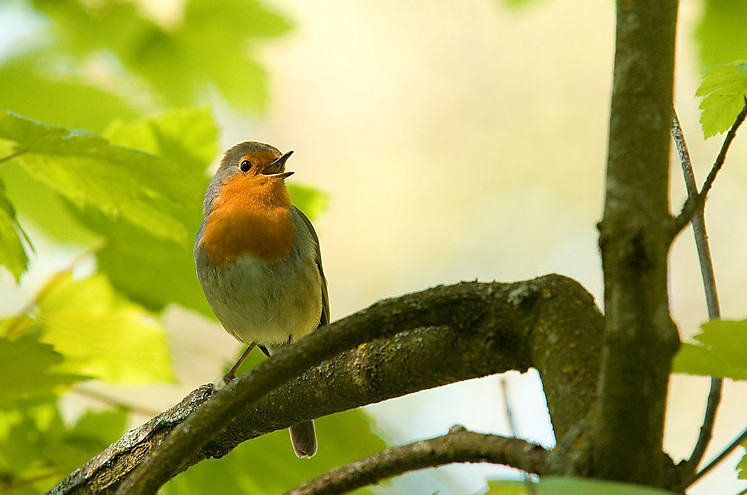
ヨーロッパコマドリ

1985年の夏にイゼール県プティシェの山荘で作曲された。1970年の『ニワムシクイ』から15年ぶりのピアノ曲で、ピアノ独奏曲としてはメシアン最後の作品になった。
『鳥のカタログ』や『ニワムシクイ』のような複雑で技巧的な作品と異なり、晩年の『鳥の小スケッチ』では各曲に登場する鳥は1種類で、鳥の歌以外には色彩和音のコラールのみが出現する。
1987年1月26日にパリのテアトル・ド・ラ・ヴィル (Théâtre de la Ville) で開かれたアンサンブル・アンテルコンタンポランの演奏会で、イヴォンヌ・ロリオによって初演された。

## 構成
6曲からなるが、奇数番目の曲はいずれもヨーロッパコマドリの歌にもとづき、ときどき出現する非常に速い下降音型が特徴的である。
1. ヨーロッパコマドリ (Le Rouge-gorge)
2. クロウタドリ (Le Merle noir)
3. ヨーロッパコマドリ (Le Rouge-gorge)
4. ウタツグミ (La Grive musicienne)
5. ヨーロッパコマドリ (Le Rouge-gorge)
6. ヒバリ (L'Alouette des champs)